# Az év finn labdarúgója
Az év finn labdarúgója címet két szervezet is odaítéli minden évben Finnországban. A sportújságírók választását 1947 óta tartják meg, a Finn labdarúgó-szövetség 1953 óta oszd díjat az év legjobb játékosának.

## A díjazottak
| 1947 | Leo Turunen            | —                      |
| 1948 | Thure Sarnola          | —                      |
| 1949 | Aulis Rytkönen         | —                      |
| 1950 | Aulis Rytkönen         | —                      |
| 1951 | Kalevi Lehtovirta      | —                      |
| 1952 | Aulis Rytkönen         | —                      |
| 1953 | Mauno Rintanen         | Mauno Rintanen         |
| 1954 | Matti Hiltunen         | Pekka Kupiainen        |
| 1955 | Matti Jokinen          | Matti Jokinen          |
| 1956 | Lauri Lehtinen         | Lauri Lehtinen         |
| 1957 | Alpo Lintamo           | Alpo Lintamo           |
| 1958 | Kai Pahlman            | Kai Pahlman            |
| 1959 | Unto Nevalainen        | Unto Nevalainen        |
| 1960 | Juhani Peltonen        | Juhani Peltonen        |
| 1961 | Olli Heinonen          | Olli Heinonen          |
| 1962 | Juhani Peltonen        | Juhani Peltonen        |
| 1963 | Olli Heinonen          | Olli Heinonen          |
| 1964 | Juhani Peltonen        | Juhani Peltonen        |
| 1965 | Juhani Peltonen        | Lars Näsman            |
| 1966 | Matti Mäkelä           | Pertti Mäkipää         |
| 1967 | Lars Näsman            | Timo Kautonen          |
| 1968 | Timo Nummelin          | Jouni Jalonen          |
| 1969 | Seppo Kilponen         | Tommy Lindholm         |
| 1970 | Timo Kautonen          | Timo Kautonen          |
| 1971 | Arto Tolsa             | Arto Tolsa             |
| 1972 | Miikka Toivola         | Miikka Toivola         |
| 1973 | Jouko Suomalainen      | Jouko Suomalainen      |
| 1974 | Arto Tolsa             | Arto Tolsa             |
| 1975 | Göran Enckelman        | Göran Enckelman        |
| 1976 | Aki Heiskanen          | Ari Mäkynen            |
| 1977 | Arto Tolsa             | Arto Tolsa             |
| 1978 | Atik Ismail            | Miikka Toivola         |
| 1979 | Seppo Pyykkö           | Seppo Pyykkö           |
| 1980 | Aki Lahtinen           | Aki Lahtinen           |
| 1981 | Juha Dahllund          | Aki Lahtinen           |
| 1982 | Pasi Rautiainen        | Olli Huttunen          |
| 1983 | Kari Ukkonen           | Kari Ukkonen           |
| 1984 | Olli Huttunen          | Olli Huttunen          |
| 1985 | Ismo Lius              | Jukka Ikäläinen        |
| 1986 | Esa Pekonen            | Petri Tiainen          |
| 1987 | Ari Hjelm              | Ari Hjelm              |
| 1988 | Mika-Matti Paatelainen | Mika-Matti Paatelainen |
| 1989 | Ari Heikkinen          | Jari Europaeus         |
| 1990 | Jari Litmanen          | Jari Litmanen          |
| 1991 | Marko Myyry            | Marko Myyry            |
| 1992 | Jari Litmanen          | Jari Litmanen          |
| 1993 | Jari Litmanen          | Jari Litmanen          |
| 1994 | Jari Litmanen          | Jari Litmanen          |
| 1995 | Jari Litmanen          | Jari Litmanen          |
| 1996 | Jari Litmanen          | Jari Litmanen          |
| 1997 | Jari Litmanen          | Jari Litmanen          |
| 1998 | Jari Litmanen          | Jari Litmanen          |
| 1999 | Sami Hyypiä            | Sami Hyypiä            |
| 2000 | Sami Hyypiä            | Jari Litmanen          |
| 2001 | Sami Hyypiä            | Sami Hyypiä            |
| 2002 | Sami Hyypiä            | Sami Hyypiä            |
| 2003 | Sami Hyypiä            | Sami Hyypiä            |
| 2004 | Antti Niemi            | Antti Niemi            |
| 2005 | Sami Hyypiä            | Sami Hyypiä            |
| 2006 | Sami Hyypiä            | Sami Hyypiä            |
| 2007 | Jussi Jääskeläinen     | Jussi Jääskeläinen     |
| 2008 | Petri Pasanen          | Sami Hyypiä            |
| 2009 | Sami Hyypiä            | Sami Hyypiä            |
| 2010 |                        | Sami Hyypiä            |